# حليمو أسطورة الشواطئ (فلم)
حليمو اسطورة الشواطئ فيلم كوميدي من بطولة طلعت زكريا ونرمين ماهر، صدر في عام 2017 بجميع دور العرض. من إنتاج ارت ميوزيك وإخراج محمد سعيد.

## القصة
تدور أحداثه حول شخصية حليمو التي يُجسِّدها طلعت زكريا والذي يعمل منقذًا على شواطئ الإسكندرية ولكنه رغم ذلك لا يجيد السباحة ومن هنا تنشأ العديد من المواقف الكوميدية.

## الطاقم
- طلعت زكريا  (القبطان حليمو)
- نرمين ماهر
- دينا
- هبة السيسي
- خالد حمزاوي
- رامي غيط
- طاهر بدر   (دكتور هشام)
- أمينة
- أحمد حلاوة
- يحيى زكريا
- شهد نصير
- فيفيان
- حسين حبشي
- روان الفؤاد
- لوشا
- محمد حبشي
- رأفت حسن
- نجلة
- إبراهيم المصري
- فاتن
- احمد محمد
- عمرو صحصاح
- ماري وجيه   (طفلة)
- يوسف خالد   (طفل)
- شريف وهدان (مدير الفندق)
- ريم البارودي
- مدحت سعد
- كريم أبو زيد
- بيومي فؤاد